# Biemna tenuisigma
Biemna tenuisigma är en svampdjursart som beskrevs av Gustavo Pulitzer-Finali 1978. Biemna tenuisigma ingår i släktet Biemna och familjen Desmacellidae. Inga underarter finns listade i Catalogue of Life.